# Eishockey-Weltmeisterschaft 2004
Die 68. Weltmeisterschaften der Herren im Jahre 2004 der IIHF fanden zu folgenden Terminen und an folgenden Orten statt.
Weltmeisterschaft: 24. April bis 9. Mai in Prag und Ostrava (Tschechien)
Division I, Gruppe A: 12. bis 18. April in Oslo (Norwegen)
Division I, Gruppe B: 12. bis 18. April in Danzig (Polen)
Division II, Gruppe A: 12. bis 18. April in Jaca (Spanien)
Division II, Gruppe B: 12. bis 18. April in Elektrėnai (Litauen)
Division III: 16. bis 21. März in Reykjavík (Island)
Insgesamt nahmen an diesen Welttitelkämpfen 45 Mannschaften teil, was einen neuen Teilnahmerekord bedeutete.
Die 9. Eishockey-Weltmeisterschaften der Frauen im Jahre 2004 fanden wie folgt statt:
Weltmeisterschaft: 30. März bis 6. April 2004 in Halifax und Dartmouth (Kanada)
Division I: 14. bis 20. März 2004 in Ventspils (Lettland)
Division II: 14. bis 20. März 2004 in Sterzing (Italien)
Division III: 21. bis zum 28. März 2004 in Maribor (Slowenien)
Insgesamt nahmen 27 Mannschaften an diesen Frauen-Weltmeisterschaften teil.
Die 28. U20-Junioren-Weltmeisterschaft fanden 2004 wie folgt statt:
Weltmeisterschaft: 26. Dezember 2003 bis 5. Januar 2004 in Helsinki und Hämeenlinna (Finnland)
Division I, Gruppe A: 14. bis 20. Dezember 2003 in Berlin (Deutschland)
Division I, Gruppe B: 13. bis 19. Dezember 2003 in Briançon (Frankreich)
Division II, Gruppe A: 28. Dezember 2003 bis 3. Januar 2004 in Sosnowiec (Polen)
Division II, Gruppe B: 5. bis 11. Januar 2004 in Kaunas und Elektrėnai (Litauen)
Division III: 5. bis 11. Januar 2004 in Sofia (Bulgarien)
Insgesamt nahmen 40 Mannschaften teil.
Die 6. U18-Junioren-Weltmeisterschaft wurden in diesem Jahr wie folgt ausgetragen:
Weltmeisterschaft: 8. bis 18. April 2004 in Minsk (Belarus)
Division I, Gruppe A: 27. März bis 2. April 2004 in Amstetten (Österreich)
Division I, Gruppe B: 29. März bis 4. April 2004 in Asiago (Italien)
Division II, Gruppe A: 28. März bis 3. April 2004 in Debrecen (Ungarn)
Division II, Gruppe B: 1. bis 7. März 2004 in Kaunas und Elektrėnai (Litauen)
Division III: 6. bis 14. März 2004 in Sofia (Bulgarien)
Insgesamt nahmen 41 Mannschaften teil.